# Shauna MacDonald
Ne pas confondre avec Shauna Macdonald, actrice britannique.
Vous pouvez aider à l'améliorer ou bien discuter des problèmes sur sa page de discussion.
- Il ne cite pas suffisamment ses sources. Vous pouvez indiquer les passages à sourcer avec {{référence nécessaire}} ou {{Référence souhaitée}}, et inclure les références utiles en les liant aux notes de bas de page. (Marqué depuis mars 2023)
- Cet article biographique nécessite des références supplémentaires pour assurer sa vérifiabilité. (Marqué depuis mars 2023)

- Archive Wikiwix
- Bing
- Cairn
- DuckDuckGo
- E. Universalis
- Gallica
- Google
- G. Books
- G. News
- G. Scholar
- Persée
- Qwant
- (zh) Baidu
- (ru) Yandex
- (wd) trouver des œuvres sur Wikidata

Shauna MacDonald née le 6 octobre 1970 à Antigonish en Nouvelle-Écosse au Canada, est une actrice, productrice, scénariste, réalisatrice canadienne. 

## Biographie
Shauna MacDonald passe son enfance en Nouvelle-Écosse (Canada). Elle étudie le russe à l'université McGill de Montréal et suit des cours du soir de théâtre et d'improvisation. Son diplôme en poche, elle part deux ans en Lettonie. Elle obtient un poste d'assistante répétitrice des dialogues auprès d'acteurs russes et lettons sur le film Red Hot (en) du canadien Paul Haggis. De retour au Canada, elle décide de devenir actrice et s'installe à Toronto.
Elle est connue pour avoir interprété Tara Abbott dans Saw VI et Saw VII ainsi que le Dr Galina Zhelezhnova-Burdukovskaya dans la deuxième saison de la série Hemlock Grove.

## Filmographie

### Comme actrice

#### Cinéma
- 1998 : Apocalypse: Caught in the Eye of the Storm : Kerry
- 2002 : Time of the Wolf : Anna McKenzie
- 2002 : Undercover Brother : Wendy Marshall
- 2003 : Spinning Boris : Lisa
- 2004 : Ralph : Emma Walker
- 2005 : Love Is Work : Celia
- 2007 : The Mad : Monica Tepper
- 2007 : Breakfast with Scot : Joan
- 2008 : Production Office : Jane
- 2008 : Toronto Stories : Lowry
- 2009 : At Home by Myself... with You : Erin
- 2009 : Saw VI : Tara
- 2010 : Saw 3D: The Final Chapter : Tara
- 2012 : Moving Day : Brenda
- 2013 : Tru Love : Tru
- 2018 : Trahison d'État (Backstabbing for Beginners) de Per Fly : un reporter
- 2019 : Polaroid de Lars Klevberg : Mrs Fitcher
- 2024 : Longing de Savi Gabizon

##### Courts-métrages
- 1997 : Someone to Love (court métrage) : l'ex petite amie
- 2004 : The Porcelain Pussy (court métrage) : Velma
- 2005 : Undo (court métrage)
- 2008 : Loving Loretta (court métrage) : Lily
- 2009 : Doppelganger (court métrage) : Lenny
- 2010 : Ninety-one (court métrage) : Simone
- 2010 : Love Letter from an Open Grave (court métrage) : Mona
- 2012 : Seven Years (court métrage) : Sandra
- 2012 : Attachments (court métrage) : Davina
- 2014 : Siren (court métrage) : la femme impatiente

#### Télévision

##### Séries télévisées
- 1997 : Diabolik : Naomi (voix)
- 1998 : Earth: Final Conflict : Katya Petrenko
- 1998 : Jack & Jill : Jill
- 1999 : Mythic Warriors: Guardians of the Legend : Lachesis (voix)
- 1999 : Tales from the Cryptkeeper : Mom (voix)
- 1999-2001 : These Arms of Mine : Claire Monroe
- 2003-2004 : Trailer Park Boys : officier Erica Miller
- 2003-2005 : The Blobheads : Kiki Barnes
- 2004 : The Newsroom : Yvonne
- 2004 : Kevin Hill : Dana Goyer
- 2005 : This Is Wonderland : Jen Brookes
- 2005 : This Hour Has 22 Minutes
- 2006 : Runaway : la reporter
- 2006 : ReGenesis : Heather Michelle
- 2006 : Puppets Who Kill : Ophelia McCoy
- 2006 : Angela's Eyes : Erika Bell
- 2006 : Sons of Butcher : Vegan Activist (voix) / Tammi (voix)
- 2006-2007 : Jeff Ltd. : Dorota
- 2007 : Friends and Heroes : Jezebel (voix) / Lydia (voix) / Naomi (voix)
- 2007 : The Best Years : Mary Hawke
- 2008 : Derek (Date with Derek) : Olga
- 2008 : Flashpoint : Ruth Skellar
- 2008 : Paradise Falls : Grace Coleman
- 2008 : Testees : Amy
- 2009 : The Listener : Margaret
- 2009 : Aaron Stone : Amanda Landers
- 2009-2010 : Being Erica : Majorie
- 2009-2011 : Majority Rules! : Alana Richards
- 2010 : Republic of Doyle : Charlotte
- 2010 : Warehouse 13 : Sutton Harris
- 2010 : Lost Girl : Dean Peretti
- 2010 : The Dating Guy : Nautica 5000 (voix)
- 2011 : Les Kennedy (The Kennedys) (mini-série) : Janet Auchincloss
- 2011 : Covert Affairs : Emma
- 2012 : Murdoch Mysteries : madame Billings
- 2012-2014 : Degrassi: The Next Generation : madame Novak
- 2013 : Cracked  : doctoresse Vanessa Currie
- 2013 : Waterloo Road : Yvonne Hegarty
- 2013 : Hard Rock Medical : Pippa
- 2013 : Saving Hope : Sheila Burke
- 2013 : Rookie Blue : Audrey Harding
- 2013 : Kid's Town : Sue Redshaw
- 2014 : Remedy : détective Parker
- 2014 : Reign : Cortenza
- 2014 : Hemlock Grove : doctoresse Galina Zhelezhnova-Burdukovskaya
- 2014 : The Divide : Karen Woods
- 2015 : Rogue : Samantha Polley
- 2015 : Bitten : Lily Bevelaqua
- 2016 : 11.22.63 (mini-série) : Jeanne de Mohrenschildt
- 2022 : Le Cabinet de curiosités de Guillermo del Toro (Guillermo del Toro's Cabinet of Curiosities)

##### Téléfilms
- 2003 : Shattered City: The Halifax Explosion : doctoresse Barbara Paxton
- 2004 : While I Was Gone : détective Geary
- 2005 : Riding the Bus with My Sister : Nona
- 2005 : Terry : Truck-Stop Waitress
- 2010 : Turn the Beat Around : Cynthia
- 2010 : Harriet the Spy: Blog Wars : Violetta
- 2011 : Salem Falls : Carol
- 2013 : Twelve Trees of Christmas : Better Greven
- 2014 : Midnight Masquerade : Helen
- 2015 : Group Home : Nancy
- 2020 : Trop jeune pour l'épouser (I Do, or Die - A Killer Arrangement) de Stanley M. Brooks : Mona

### Comme productrice
- 2013 : Tru Love
- 2013 : Stormcloud (court métrage)

### Comme réalisatrice
- 2013 : Tru Love

### Comme scénariste
- 2013 : Tru Love